# کندول
کندول یکی از روستاهای استان آذربایجان شرقی است که در دهستان شبلی بخش مرکزی شهرستان بستان‌آباد واقع شده‌است.

## میراث
این روستا با قدمتی بیش از ۱۰ قرن می‌باشد. 

## مردم
اهالی این روستا مردمانی خون گرم و مهمان دوست می‌باشند. 

## چشمه
به دلیل حفر تونل آزادراه شیبلی آب های چشمه ای روز به روز خشک شده ، و بیشتر اهالی این روستا به شهر کوچ کردند و بقیه خانوارها در مزرعه های آبی خود اقدام به ساخت خانه کردند. 
ولی متاسفانه به دلیل نداشتن برق ، گاز ، تلفن از اقلیت امکانات رفاهی محروم هستند.